# 1102
Високе Середньовіччя •  Золота доба ісламу •  Реконкіста •  Хрестові походи •  Київська Русь

## Геополітична ситуація
Візантію очолює Олексій I Комнін. Генріх IV є імператором Священної Римської імперії, а Філіп I — королем Франції.
Апеннінський півострів розділений: північ належить Священній Римській імперії, середню частину займає Папська область, південна частина півострова окупована норманами. Деякі міста півночі: Венеція, Піза, Генуя, мають статус міст-республік.
Південь Піренейського півострова захопили Альморавіди. Північну частину півострова займають християнські Кастилія, Леон (Астурія, Галісія), Наварра, Арагон та Барселона. Королем Англії є Генріх I Боклерк, Магнус III Босоніг королем Норвегії, а Ерік I — королем Данії.
У Київській Русі княжить Святополк Ізяславич, Польща розділена між синами Владислава Германа Збігнєвом та Болеславом. На чолі королівства Угорщина стоїть Коломан I.
На Близькому Сході існують держави хрестоносців: Єрусалимське королівство, Антіохійське князівство, Едеське графство. Сельджуки окупували Персію та Малу Азію, в Єгипті владу утримують Фатіміди, у Магрибі панують Альморавіди, у Середній Азії правлять Караханіди, Газневіди втримують частину Індії. У Китаї продовжується правління династії Сун. На півдні Індії домінує Чола. В Японії триває період Хей'ан.

## Події
- Після смерті польського князя Владислава Германа Польщу розділили між собою його сини Болеслав та Збігнєв.
- Хрестоносці захопили Кесарію Приморську та Аскалон, відбивши контратаку Фатімідів.
- Танкред Тарентський, регент Антіохійського князівства заарештував Раймунда Тулузького і відпустив його тільки взявши обіцянку, що той не захоплюватиме земель від Антіохії до Акри. Раймонд Тулузький порушив обіцянку й захопив Тартус, готуючись до нападу на Триполі.
- Альморавіди захопили Валенсію.
- Хорватська знать формально визнала своїм правителем короля Угорщини Коломана I.